# Стена Искандара
Стена Искандара (узб. Saddi Iskandariy; سد اسكندرى) — поэма Алишера Навои об Искандере (Александре Македонском), написанная на чагатайском языке в 1485 году. Вошла в сборник Хамса. Представляет собой осмысление образа Александра Македонского в восточной литературе на основании переработки персидских (Шахнаме, Искандер-наме) и арабских сказаний (Коран). Состоит из 89 глав. 

## Стихосложение
Поэма состоит из рифмованных двустиший: Деди: «Марҳабо, эй шаҳи навжавон, / Жаҳон узра ҳам шоҳу ҳам паҳлавон. 
 тадж.язык
Перевод В. Державина: «Добро пожаловать (Марҳабо), мой юный (навжавон) шах! / Мудрец и богатырь (паҳлавон), подлунной (жаҳон узра) шах!.

## Содержание
Бездетный правитель (малик) Рума и Руса Файлакус находит в руинах города младенца, усыновляет его и нарекает именем Искандер. Навои излагает версию, что младенец этот был сыном персидского шаха Дары (Доро) от румийской принцессы, которая пала в немилость. К Искандеру представлены лучшие учителя, в том числе Арасту сын Накумохиса. Арасту предрекает большое будущее Искандеру. После смерти Файлакуса Искандер воцарился над Румом. Водворив справедливость в своей стране, он захватил Занзибар (Зангбор: XXIII) и смирил Франкский мир (Фаранг), утвердившись в Андалусии. Затем был завоеван Миср, где был заложен город Искандария. Искандер вторгается в Шам и овладевает городом Халеб, после чего совершает поклонение в Мекке. Затем путь его лежал в Фарс, Хорезм, кипчакские степи (Дашти Қифчоқ) и Саксин. После этого, заключив союз с русами и осами, Искандер покоряет черкас и гурджей. Далее он движется на восток через пустынную страну Фархар в Мавераннахр, Чигиль и Чин, где ему присягает хакан. Из Чина завоеватель идет в Хинд и в Синд. Через Керман (Кирмон) он попадает в Хорасан, где строит город Герат (Ҳирот). Завоевав мир, Искандер возвражщается в Рум, после чего начинает строить стену от яджуджей (яъжуж). Затем он плавает по морям, открывает острова и решается погрузиться в пучину Океана (Муҳит) в стеклянном шаре. Впоследствии он безуспешно пытался найти живую воду (оби ҳаёт).
Далее Навои нарушает хронологию повествования и возвращается к конфликту Искандера и Дары, поскольку Файлакус в свое время исправно платил харадж персидскому царю тысячами золотых яиц (байзаи зар). Вновь повторяется упоминание о воцарении Искандера и первом походе против зинджей (занг аҳли). Когда спустя три года от Дары прибывает гонец, то Искандер отказывается платить дань. В ответ Дара присылает румийскому царю символический дар в виде клюшки для човгана, намекая на молодость своего оппонента. Но и здесь Искандер не уступает. Тогда разъярённый Дара собирает под своими знамёнами Иран, Туран и Чин. Союзные армии приводят к персидскому царю из Карахан из Хинда, Темур-Таш из Степи (Дашт), Варка-Баши из Мисра, Фарангис из Хаврана, Давали из Ширвана. Также в войске Дары перечислены узбеки (ўзбак), моголы (мўғул), калмыки и 40 000 (қирқ минг) арабов (XXVII). Войско Искандера состояло из двух крыльев по 100 тыс. солдат в каждом: правое составляли франки (фаранг), а левое — русы. Сражению двух армий предшествовал поединок двух богатырей, Борика и Харрана. Затем Борик сражает еще нескольких персидских богатырей (паҳлавон). Его сражает лишь страшный воин в тигровом плаще из стран Магриба. На следующий день начинается кровопролитная битва, однако внезапно в ставке Дары происходит заговор и двое приближенных убивают своего повелителя. Победа достается Искандеру, однако он оказывает необычайное великодушие своим врагам: Дару погребают с царскими почестями, а его войску выплачивается двойное жалование. Женой Искандера становится дочь Дары Равшанак (XXXI).
После победы над Дарой Искандер посылает послов в Чин, Хинд, Миср, Багдад, Мекку (Байтулҳарам), Кашмир, Саксин и к сакалиба. Все цари признают власть Искандера кроме владык Кашмира, Хинда и Чина. Навои приписывает Искандеру основание двух крупнейших городов (шаҳр) империи Тимуридов: Самарканда и Герата (XXXV).
Для борьбы с колдовством (фусунгар иши) кашмирского мага Маллу Искандер обращается к совету мудрецов Аристотелю (Арасту), Платону (Филотун), Сократу (Суқрот), Фалесу (Волис), Гермесу (Хурмус), Архимеду (Арашмидус), Аполлонию (Балинос), Порфирию (Фарфурнус), Филимону (Килинмун) и Шаминосу. Они изготавливают «громовое оружие» (раъд асбоби), которое помогает сокрушить горную твердыню. В сокровищнице кашмирского правителя Искандер обнаруживает две чаши (жом) Джамшида: неиссякаемую (Жоми Гетинамой) и ту, в которой отражается мир (Жоми Ишратфизой).
Видя могущество Искандера, индийский раджа (Рой) покоряется без боя. В знак своей милости румийский правитель отказывается размещать свое войско в Дели (Деҳли), чтобы не обременять местное население. Войско Искандера размещается в прекрасном лесу Нигар, где растут сандаловые деревья и чинары (XLIII). Затем Искандер движется со своим войском (ўрду) через Гуджарат (Гажрот) и Оман (Уммон), через моря и степи в Магриб. Там он слышит известия о чудовищных муравьях (мўрлар), за землей которых находится долина (води) подобная Ираму (LX). Поверив слухам о гибельности перехода в том направлении, Искандер отказывается от дальнейшего завоевания.
Затем, переправившись через море в северную страну Фаранг, он слышит о бесчисленном демоническом народе яджуджей (яъжуж), которые начинают нападать на его владения в горном регионе Кирван. Осознав невозможность победы над новым врагом, Искандер силами областей Фаранга, Рума, Шама и Руса строит против них Стену (Садд) из меди и железа (LXVIII). Высота Стены была равна около 250 метров (500 локтей), а длина — 5 километров (10 тыс. локтей). После всего Искандер снаряжает морскую экспедицию из трех тысяч кораблей (кема) в Океан (Муҳит), где открывает множество островов (LXXII).
Навои подчеркивает, что, несмотря на всю великую славу и удачу, Искандера все же ждала болезнь и смерть. Почтить память великого царя собираются мудрецы, которые прежде входили в число его советников: Филотун, Сукрот, Балинос, Букрот, Хурмус, Фарфурнус и Арасту (LXXXI).
В конце произведения Навои воздает хвалу своим предшественникам, персидским поэтам X—XV вв.: Фирдоуси, Низами, Хосрову, Джами, Саади, Унсури, Санаи, Хагани и Анвари.

## Издания
- Навои А. Стена Искандара / пер. В. Державина. Художественная литература, 1972.